# Línea 14 (Metrovalencia)
La línea 14 de Metrovalencia es un proyecto de línea de Metro que unirá la estación de Marítim con el Barrio del Cristo, dando servicio a los municipios de Chirivella, Alacuás, Aldaya y Cuart de Poblet. 
La Línea pretende ser una escisión de la línea 5, compartiendo recorrido desde Maritim hasta Nou d'Octubre. A partir de esta estación, se pretende crear un ramal pasando por el barrio de La Llum hasta los tres núcleos urbanos de la Huerta Sur que presentan deficiencias actuales en el transporte público. Se pretende crear un intercambiador de transporte en la estación de Renfe de Aldaia.

## Lugares a los que la línea dará servicio
- Jardín de Ayora (estaciones de Ayora y Amistat).
- Estadio de Mestalla (estación de Aragón).
- Zona comercial (estación de Colón).
- Estación del Norte (Valencia) y Plaza de Toros (estación de Xàtiva).
- Jefatura Superior de Policía y Biblioteca General (estación de Àngel Guimerà).
- Estación de Cercanías Valencia y Renfe Regional Aldaia (estación de Aldaia).